# シュルーティア (小惑星)
シュルーティア (922 Schlutia) は小惑星帯に位置する小惑星である。ハイデルベルクのケーニッヒシュトゥール天文台でカール・ラインムートによって発見された。
1922年にジャワ島で起きた日食の観測に資金を出した、ドイツ人実業家のエドガー・シュルーバッハ (Edgar Schlubach) とイギリス人銀行家のヘンリー・ティアークス (Henry Frederick Tiarks) にちなんで命名された。